# Highland Air
Highland Air var ett svenskt regionalflygbolag med huvudkontor i Hultsfred, Sverige. Bolaget grundades i september 1995. Bolaget köptes 26 mars 1997 av Skyways Express och slogs ihop med Air Express och Airborne den 1 januari 2001 och bildade tillsammans Skyways Regional. 2002 såldes det sammanslagna bolaget till Largus Aviation AB och bytte namn till Direktflyg.

## Destinationer
Bolaget flög på en rad mindre destinationer inom Sverige och till utlandet.

### FrånBorlänge-Dala Airport
- Göteborg-Landvetter (1997-2000)
- Köpenhamn-Kastrup (2000)
- Västerås (1997-2000)

### FrånHultsfred
- Oskarshamn (1997-2000)
- Stockholm-Arlanda (1997-2000)

### FrånMalmö-Sturup
- Västerås (1999-2000)
- Örebro (1999-2000)

### FrånMora-Siljan
- Arlanda (1995-1998)

### FrånSundsvall
- Gällivare (1997-1998)
- Umeå (1997-1998)

### FrånVästerås
- Borlänge (1997-2000)
- Göteborg-Landvetter (1997-2000)
- Malmö-Sturup (1999-2000)
- Oslo-Gardermoen (1999-2000)